# Newville (Alabama)
Newville es un pueblo ubicado en el condado de Henry en el estado estadounidense de Alabama. En el censo de 2000, su población era de 553.

## Demografía
En el 2000 la renta per cápita promedia del hogar era de $ 27.596$, y el ingreso promedio para una familia era de 31.375$. El ingreso per cápita para la localidad era de 13.890$. Los hombres tenían un ingreso per cápita de 25.714$ contra 21.250$ para las mujeres.

## Geografía
Newville está situado en 31°25′19″N 85°20′11″O / 31.42194, -85.33639 (31.421841, -85.336434).
Según la Oficina del Censo de los EE. UU., la ciudad tiene un área total de 14.33 millas cuadradas (37.10 km²).